# Dewarping
Dewarping, устранения искажений (англ. de- — приставка отрицания, warp —  коробление, деформация, искривление, перекос) — автоматический алгоритм в компьютерной графике, устраняющий геометрическое искривление плоскости объекта оцифровки, возникшее в результате особенностей его съёмки.
В компьютерной графике Dewarping означает алгоритм по коррекции изгиба страниц книги (в области корешка) по отношению к общей плоскости страниц. Обычно это относится к сканированным изображениям текста.
Dewarping широко применяется в многочисленных программах по работе с растровыми графическими изображениями (ABBYY FineReader, Scan Tailor).
Для термина «Dewarping» не существует односложного общепринятого русскоязычного перевода.
Dewarping применяется также в космической технике для обработки спутниковых снимков Земли и в медицине для анализа структуры сетчатки глаза.
Dewarping также используется для обработки изображений, полученных от объектива "Рыбий глаз".